# Четвёртое поколение игровых систем
Четвёртое поколение игровых систем (также известное как эпоха 16-битных игровых систем) — это поколение игровых консолей с 1987 года по 1996 год. Началось с японского релиза NEC PC Engine (известного как TurboGrafx-16 на рынке Северной Америки). Именно с четвёртого поколения игровые компании начали обращать внимание на рынок видеоигр, начинали строить планы на выпуск своих приставок. Тем не менее, большинство приставок, за исключением Neo Geo от SNK, не были широко распространены. Главными конкурентами в этом поколении были Sega Mega Drive и Super Nintendo Entertainment System, а борьба за рынок между двумя крупнейшими компаниями в игровой индустрии того времени, Nintendo и Sega, стала одной из самых значимых глав в истории видеоигр и заметно повлияла на интерес к электронным развлечениям у широкой публики. Благодаря популярности игровых приставок четвёртого поколения, эту эпоху часто называют «золотым веком» игровой индустрии.

## Аппаратные особенности
NTSC-телевизоры дают 483 строки в чересстрочной развёртке, и видеосистемы научились выдавать разрешение, близкое к 240 строкам, с плиточными фонами (часто многослойными) и крупными спрайтами. Рабочая память варьируется от 8 килобайт TurboGrafx-16 до 128 килобайт Super Nintendo. Звуковые микросхемы-синтезаторы воспроизводят некоторые характеристики настоящих инструментов вроде обертонов и огибающей, проигрывают цифровые семплы.
Основным носителем данных остаётся картридж ПЗУ. Магнитные или компакт-диски предлагаются как дополнения.
На трёх из четырёх крупных приставок — TurboGrafx-16, Sega Megadrive, Super Nintendo — контроллером стал игровой пульт, позаимствованный у Famicom.
Все три крупных карманных консоли — GameBoy, Atari Lynx, Sega Game Gear — уже имели традиционную конструкцию: 8-битный компьютер с матричным экраном и картриджем ПЗУ. Убедительная победа GameBoy показала, что помимо мощности, важны и другие параметры: вес, цена, энергоэффективность, заманчивые игры, как Super Mario Land и тетрис.

## История
Эпоха приставок четвёртого поколения началась в 1987 году, с появлением PC Engine от NEC. В 1988 году выходит Sega Mega Drive.
В конце 1990 года Nintendo выпустила 16-битную систему Super Nintendo Entertainment System (=SNES, Super Famicom), которая являлась соперником Mega Drive. Новая система комплектовалась Super Mario World, новой игрой популярной франшизы Марио. В ответ на нарастающие продажи Super Nintendo в 1991 году Sega выпустила первую игру с новым персонажем — Sonic the Hedgehog. Это стало началом «16-битной войны».
Nintendo, Sega и NEC соревновались ещё и в периферийных устройствах для своих консолей этого поколения. В 1990 году первой NEC выпускает CD-аддон за 399$. За пределами Японии аддон не стал популярным. Sega сделала две попытки: Sega Mega-CD (переименован в Sega CD в Северной Америке) и Sega 32X. Mega CD стал коммерчески неудачным проектом при высокой цене ($300 при его выпуске) и ограниченной библиотеке игр. Та же участь постигла и 32X, у которого был целый ряд проблем и технических ограничений, например сам аддон мог работать не со всеми приставками, а некоторые магазины были не в состоянии удовлетворить первичный спрос на адд-он, что вело к дефициту.
Nintendo сделала попытку с их успешным Satellaview и Super GameBoy. Первая была спутниковая служба, выпущена только на японском рынке, а последняя адаптер Super Nintendo, что позволила выводить игры GameBoy на телевизор в цвете. Nintendo работала вместе с Sony, планируя создать CD-ROM привод Super NES (планы привели к прототипу «Play Station»), возникшие разногласия положили сотрудничеству конец. Nintendo сменила партнёра на Philips, совместный проект с которой, впрочем так же закончился неудачей. И Sony, и Philips решили не оставлять наработки по проекту CD-аддона, что привело к появлению консолей Sony PlayStation и Philips CD-i.
По итогам, 16-битное поколение Nintendo занимает 60 % американского рынка, Sega — 35 %, а NEC где-то оставшиеся 5 %. В Японии же всё складывается наоборот. Популярность PC Engine не даёт развернуться Mega Drive в полную силу, поэтому когда появляется Super Famicom, она быстро подавляет PC Engine, став безоговорочным лидером на Японском рынке. Зато в Европе Sega удаётся так же выйти на первое место по числу продаж, а в Бразилии, где эту компанию любят ещё со времён Sega Master System, Sega получает 75 % рынка.
С появлением первых представителей следующего поколения приставок в 1993 году приставки четвёртого поколения постепенно начали уходить на второй план. Последние обновленные ревизии приставок четвёртого поколения выходили в 1997—1998 годах (Sega Mega Drive III/Genesis 3 и SNES 2/Super Famicom Jr.).

## Консольная войнамеждуSegaиNintendo
Sega и Nintendo жёстко соперничали в рекламе. Талисман Sega ёж Соник рекламировался как альтернатива Марио. Sega использовала маркетинговый приём, названный «Blast Processing», который выдвигал большее техническое совершенство Genesis. Маркетинг Sega в это время был очень настойчив. Например, использовались слоганы типа «Genesis does what Nintendon’t» и «Sega scream».

## Консоли

### Сравнение
|                        | PC-Engine/TurboGrafx-16                                                                        | Mega Drive/Genesis                                                                             | Super Nintendo Entertainment System                                      | Neo Geo AES                                         |
| ---------------------- | ---------------------------------------------------------------------------------------------- | ---------------------------------------------------------------------------------------------- | ------------------------------------------------------------------------ | --------------------------------------------------- |
| Производитель          | NEC/Hudson Soft                                                                                | Sega                                                                                           | Nintendo                                                                 | SNK                                                 |
| Консоль                |                                                                                                |                                                                                                |                                                                          |                                                     |
| Стартовая цена (USD)   | US$199.99                                                                                      | US$189.99                                                                                      | ¥25,000 US$199.99                                                        | US$649.99 (Gold version) US$399.99 (Silver version) |
| Дата выхода            | 30 октября 1987 29 августа 1989 1990                                                           | 29 октября 1988 14 августа 1989 30 ноября 1990 апрель 1994                                     | 21 ноября 1990 23 августа 1991 11 апреля 1992 ноябрь 1994                | 26 апреля, 1991 1 июля, 1991 1991                   |
| Дата окончания продаж  | 1993 16 декабря 1994 май 1994                                                                  | 1997 1999                                                                                      | 1998 сентябрь 2003 30 ноября 1999                                        | август 2007                                         |
| Носитель               | HuCard (картридж) CD-ROM (надстройка Turbo CD)                                                 | Картридж CD-ROM (надстройка Mega-CD) Data card (надстройка Power Base Converter)               | Картридж Магнитный диск (только в Японии)                                | Картридж Data card (Европа/Япония)                  |
| Бестселлеры            | Bonk's Adventure                                                                               | Sonic the Hedgehog (15 млн)                                                                    | Super Mario World (20 млн) (на 25 июня 2007)                             | Samurai Shodown                                     |
| Обратная совместимость | −                                                                                              | Sega Master System (через Power Base Converter)                                                | NES (через Super 8) Game Boy (через Super Game Boy)                      | −                                                   |
| Аксессуары (отдельно)  | - TurboGrafx-CD - TurboTap - TurboStick - Super System Card - TurboBooster - TurboBooster Plus | - Sega Mega-CD - Sega 32X - Mouse - Menacer - Power Base Converter - Sega Activator - Multitap | - Super Scope - Multitap - Super Game Boy - SNES Mouse - Super Advantage | - Neo Geo Controller Pro - Neo Geo Memory Card      |
| Процессор              | HuC6280A (modified 65SC02) 1.79 or 7.16 MHz                                                    | Motorola 68000 7.67 MHz (7.61 MHz PAL) Zilog Z80 3.58 MHz                                      | Nintendo-custom 5A22 (based on 65C816) 3.58 MHz (3.55 MHz PAL)           | Motorola 68000 12 MHz Zilog Z80 4 MHz               |
| Память                 | 8 KiB work RAM 64 KiB video RAM                                                                | 64 KiB main RAM 64 KiB video RAM 8 KiB audio RAM                                               | 128 KiB main RAM 64 KiB video RAM 64 KiB audio RAM                       | 64 KiB main RAM 74 KiB video RAM 2 KiB audio RAM    |

### Внешние устройства

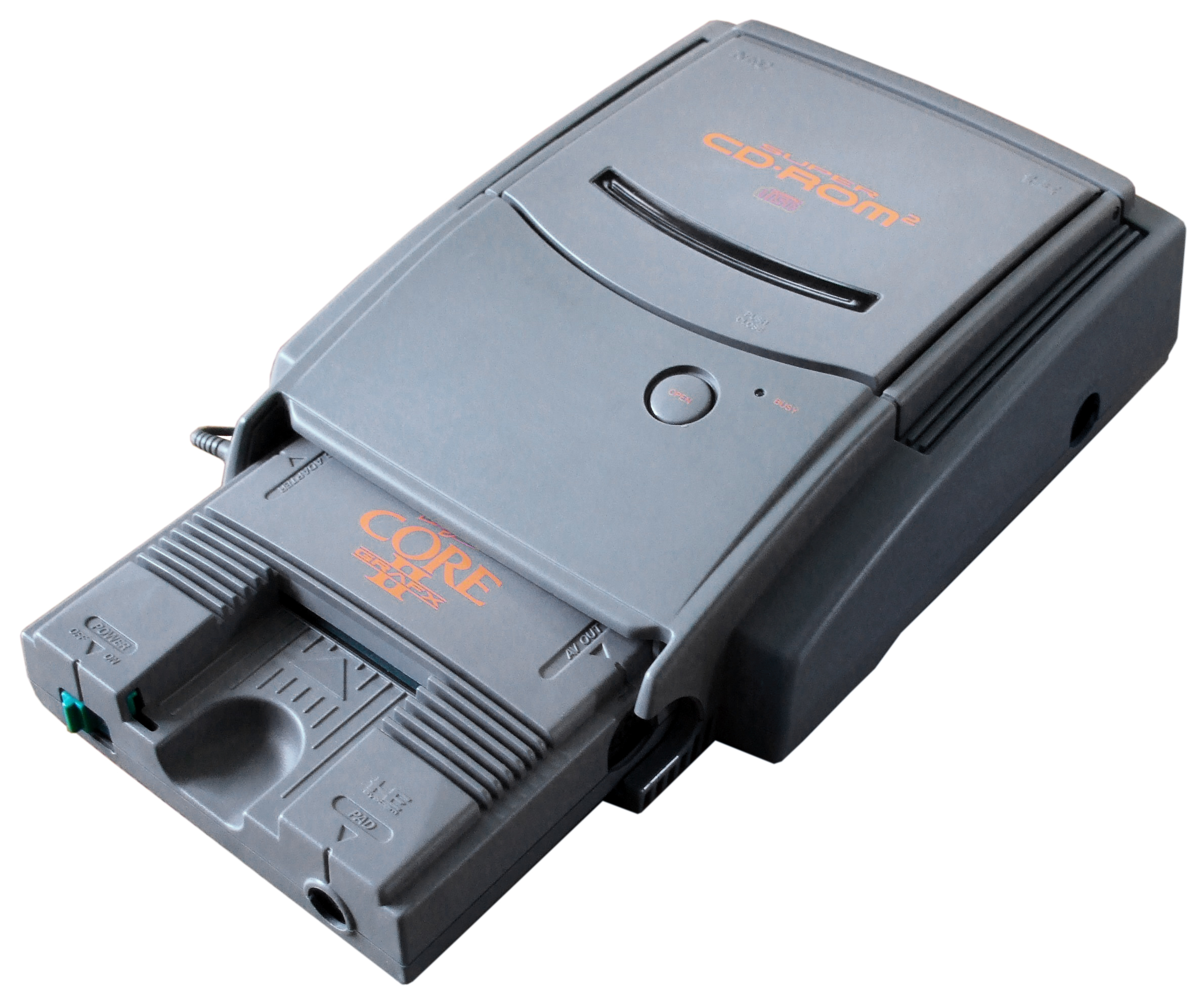
PC Engine Super CD-ROM²
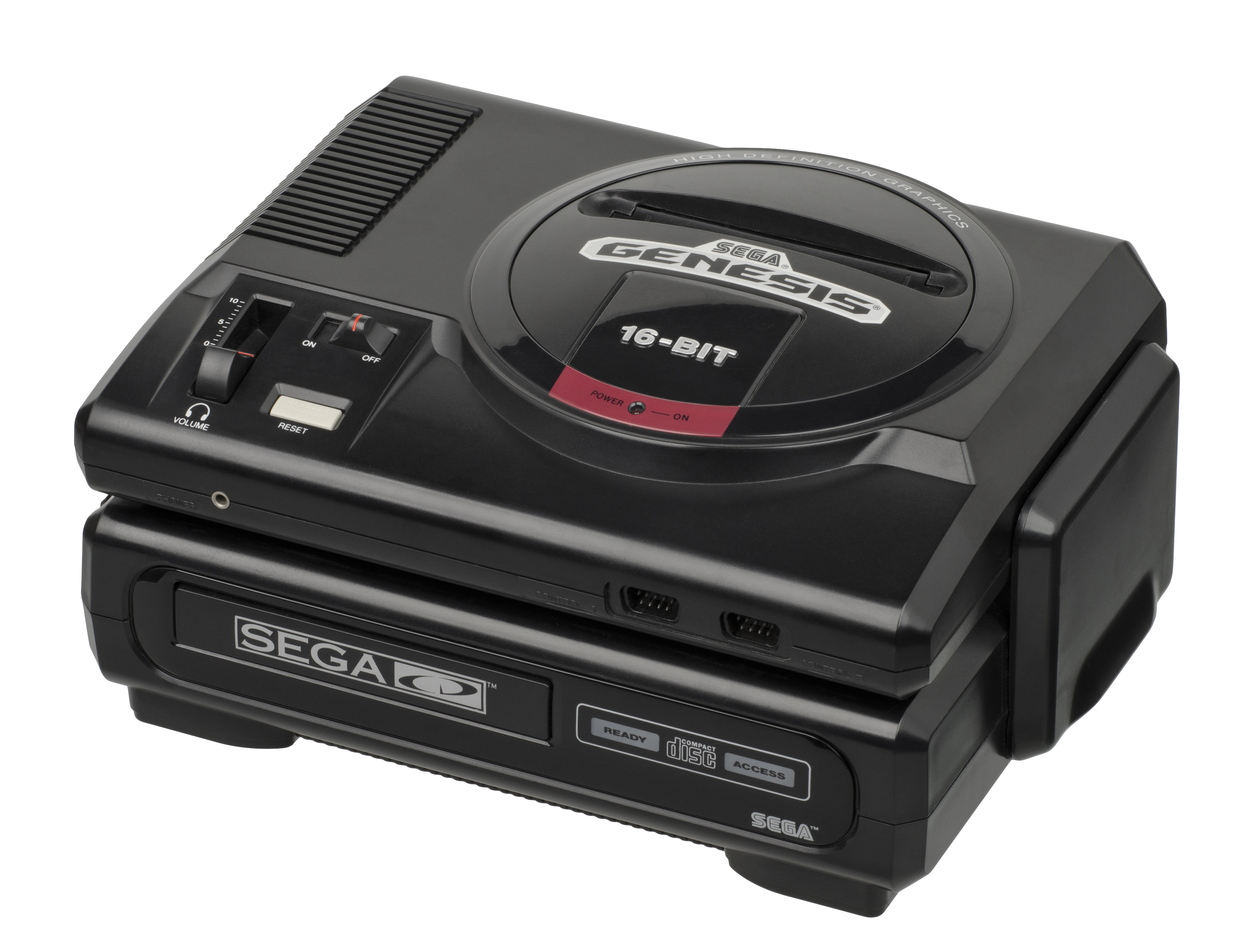
Mega-CD
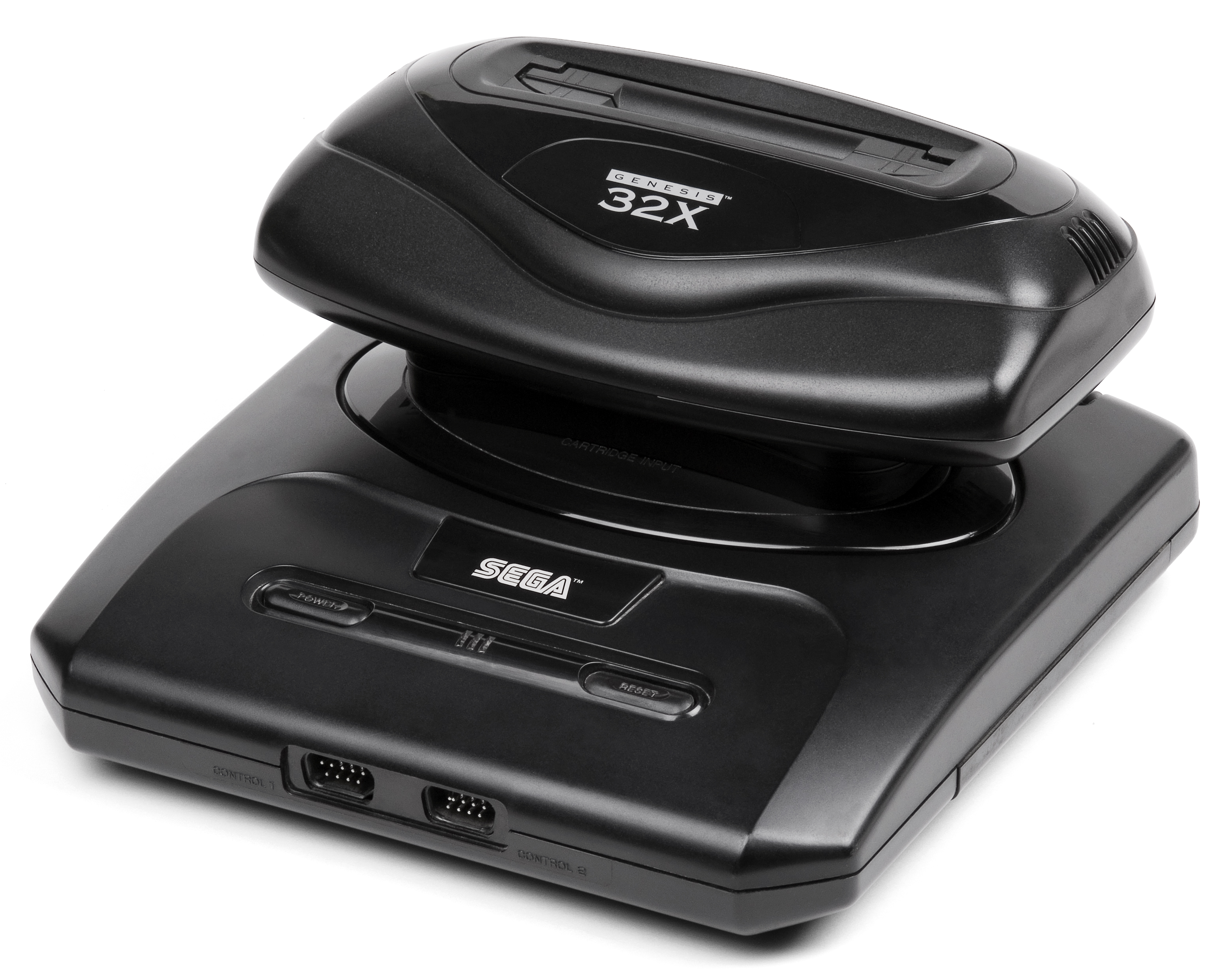
Sega 32X
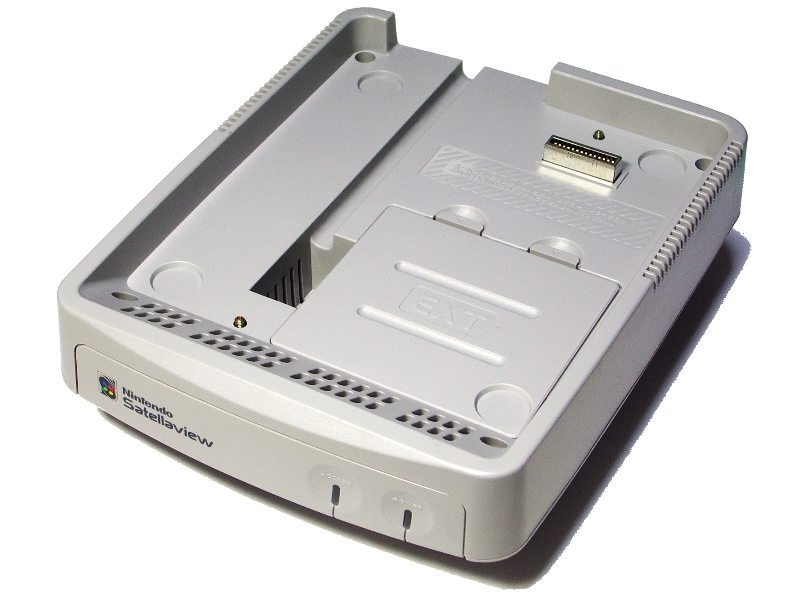
Satellaview
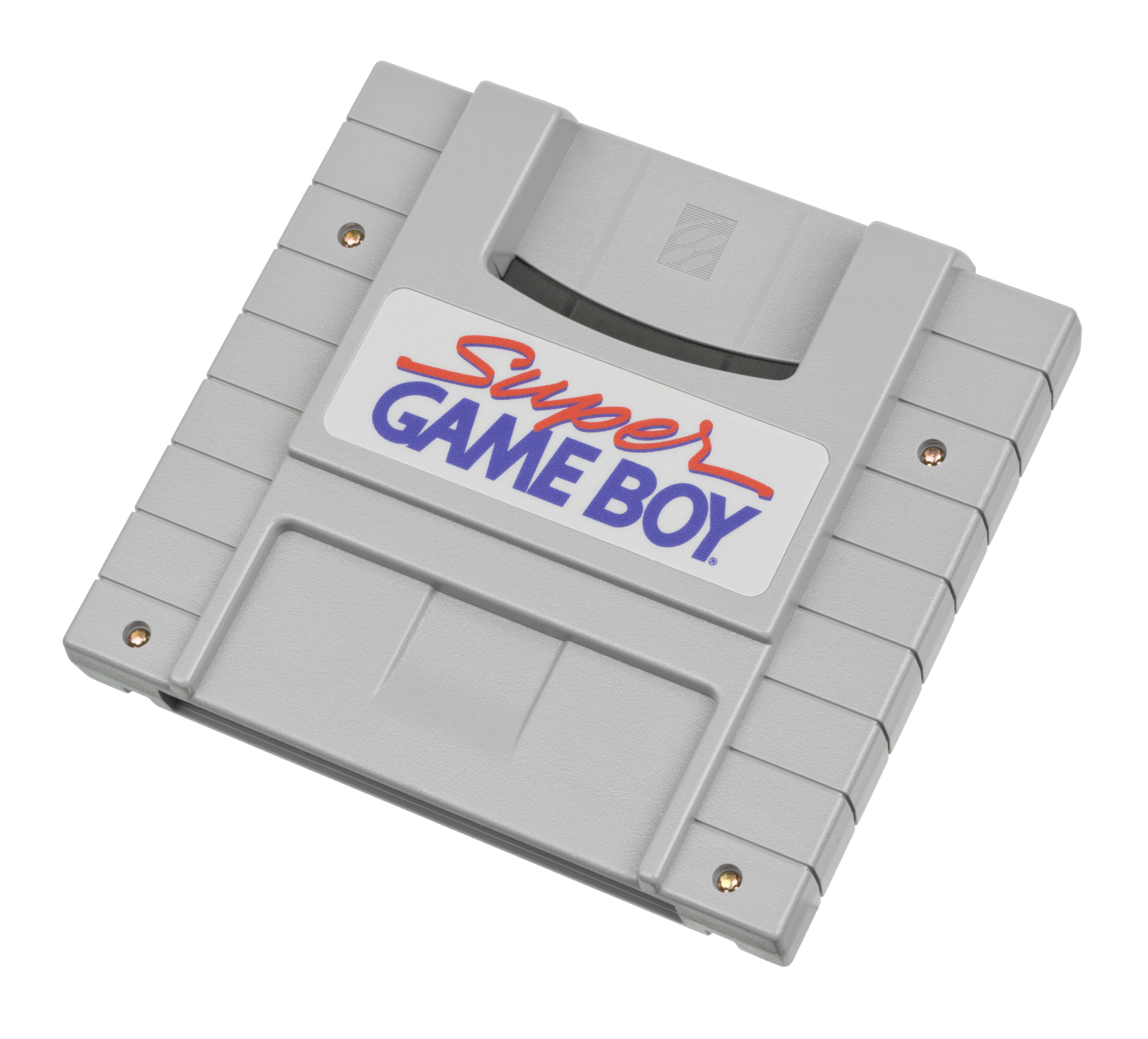
Super Game Boy

### Портативные консоли
Первой портативной игровой консолью, выпущенной 21 апреля 1989 в четвёртом поколении был Game Boy. Он был самой продаваемой карманной приставкой того времени, при этом единственный был оснащен монохромным экраном, в то время как три других конкурента были цветными. Game Boy был дешёвым, и имел много эксклюзивов.
В Atari Lynx включено аппаратное ускорение, цветной графический дисплей с подсветкой и возможностью подключения до шестнадцати единиц вместе в раннем примере сетевой игры, когда её конкуренты могут использовать в сетевой игре только 2 или 4 консоли (или вообще ни одной), но учитывая короткий срок службы батареи (приблизительно 4,5 часа на комплект щелочных батарей, по сравнению, по крайней мере, 10—11 часов для Game Boy), высокую цену и библиотеку не самых лучших игр, было продано менее чем 500 000 единиц.
Третьей крупной по счету приставкой является SEGA Game Gear. Графически консоль превосходит SEGA Master System, и вполне может эмулировать её, но разрешение экрана меньше. Главным конкурентом приставки являлась Nintendo, кусок рынка Game Gear был очень малым, так как громоздкая конструкция, малая ёмкость батареи чуть больше, чем у Lynx и позднее прибытие в магазины ухудшили её положение. SEGA решила оставить портативный рынок консолей и заниматься только стационарным оборудованием.
Последняя карманная консоль четвёртого поколения TurboExpress, карманная версия стандартных игр 16-бит, выпущенные компанией NEC в 1990 году, и Game Boy Pocket, усовершенствованную модель Game Boy, выпущенную за 2 года до того, когда выйдет Game Boy Color. TurboExpress имел дополнительное преимущество, используя те же игровые картриджи или HuCards как TurboGrafx16, батареи были даже хуже, чем у Lynx и Game Gear — около трёх часов работы вместо шести часов работы современных АА — продажи только 1,5 миллионов.

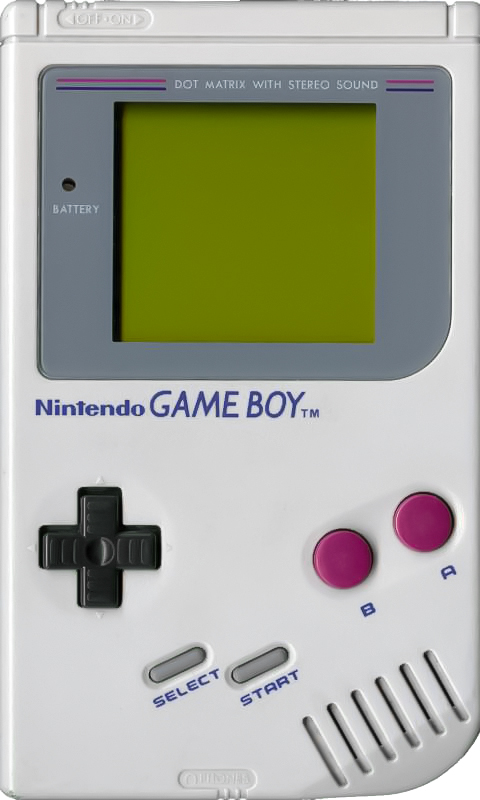
Nintendo Game Boy 1989—1999: Япония, США 1990—1999: Европа
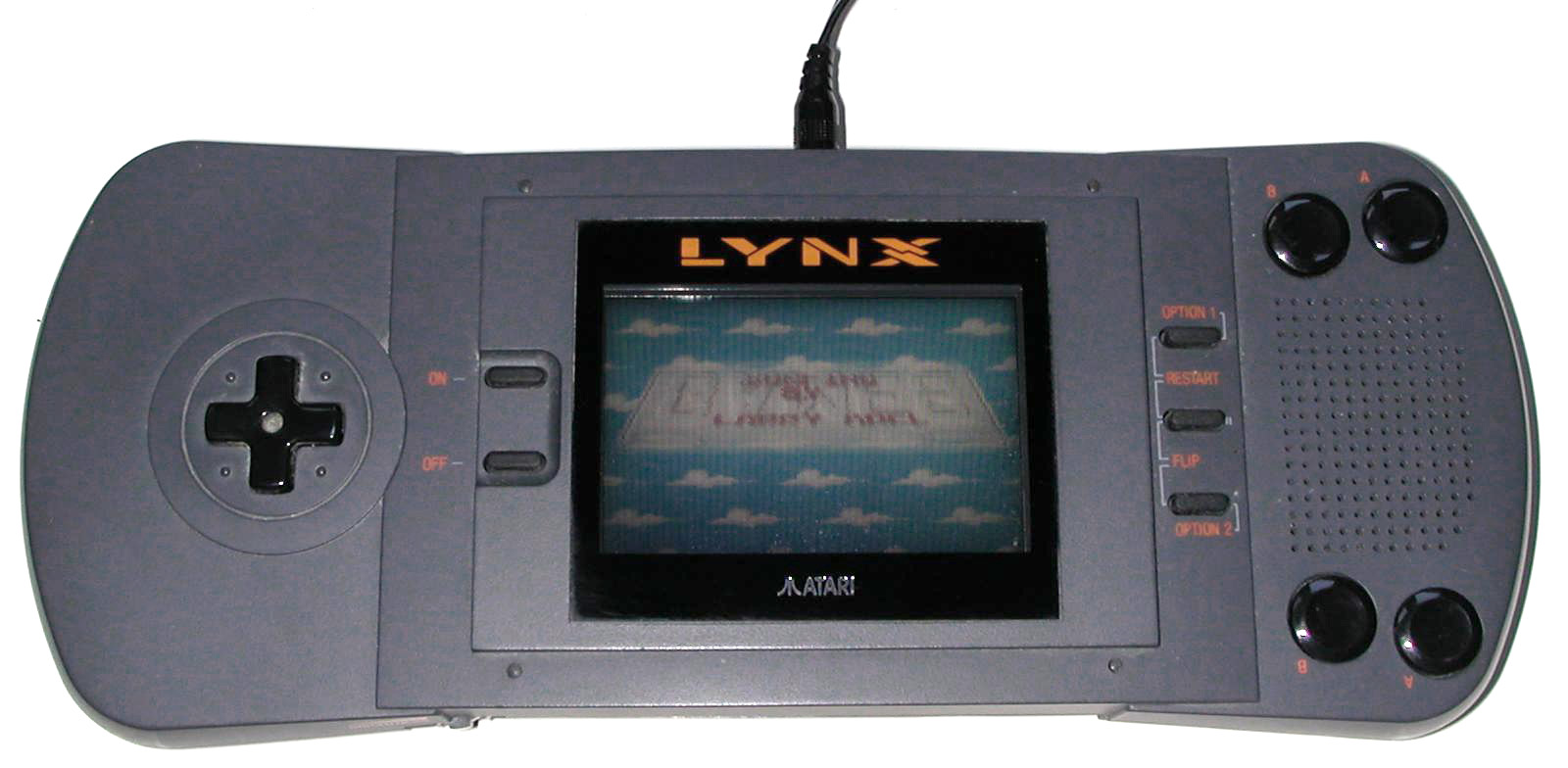
Atari Lynx 1989—1995: США 1990—1992: Европа
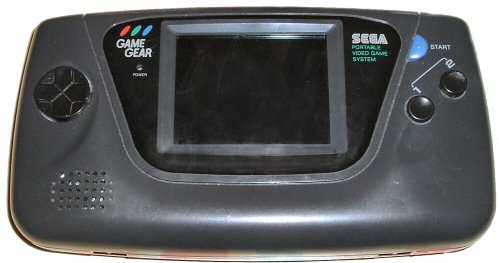
Sega Game Gear 1990—1997: Япония 1991—1997: Европа, США 1992—1997: Австралия

### Продажи
| Консоль                             | Продано      | Дата             |
| ----------------------------------- | ------------ | ---------------- |
| Super Nintendo Entertainment System | 49 миллионов | 11 февраля, 1990 |
| Sega Mega Drive/Sega Genesis        | 39 миллионов | 1 декабря, 1988  |
| PC Engine/TurboGrafx-16             | 10 миллионов | 16 декабря, 1994 |

### Европейский и Австралийский регионы

green — NTSC, blue — PAL, or switching to PAL, orange — SECAM, olive — no information

Некоторые RPG были выпущены в Европе, и поэтому они должны были быть переведены на разные языки. RPG, как правило, содержат гораздо больше текста, чем другие жанры, так что одной из главных проблем было уместить несколько полных переводов на один картридж. Стоимость создания таких переводов была непомерно высокой. Только Великобритания и Австралия увидели много RPG релизов, но даже это была лишь часть того, что было выпущено в Японии. Для Mega Drive, были многочисленные PAL-релизы ролевых игр. Например «Phantasy Star II», «III» и «IV», «Shining in the Darkness» и его продолжения «Shining Force I» и «II», «Sword of Vermilion», Super Hydlide, Landstalker, Story of Thor, Soleil and Light Crusader. Некоторые из них получили французский и немецкий языки.
Популярные игры, импортируемые в настоящее время: «Final Fantasy IV» (известна в США как «Final Fantasy II»), «Final Fantasy VI» (известна в США как «Final Fantasy III»), «Secret of Mana», «Street Fighter II», "Chrono Trigger"и «Super Mario RPG». «Secret of Mana» и «Street Fighter II» в итоге получили официальный релиз в Европе.

## Значимые игры четвёртого поколения
Многие игровые франшизы появились ещё в 8-битном поколении, но значимость некоторых из них закрепилась только в 16-битном поколении.
- Sonic the Hedgehog, дебютировавший в 1991 году, был призван конкурировать с Mario. Франшиза, порождённая этой игрой, стала ключом к успеху Sega в рынке видеоигр в первые годы жизни этого поколения. Серия имела критический и коммерческий успех.
- Metroid II: Return of Samus был выпущен на Game Boy и Super Metroid был выпущен в 1994 году на сравнительно большие (24 MB) картриджи для SNES. Super Metroid по-прежнему рассматривается, как одна из лучших игр за все время[13].
- The Legend of Zelda: A Link to the Past была очень популярна, даже больше, чем её предшественница на NES. Один из немногочисленных приключенческих экшенов в начале «жизненого цикла» SNES. «Zelda II» на NES была основана на action-based и side-scrolling, в то время, как A Link to the Past черпал вдохновение из оригинальной The Legend of Zelda с форматом «сверху вниз».
- Star Fox был первой игрой SNES с функцией чипа Super FX.
- Final Fantasy V был выпущен только в Японии, в то время как «Final Fantasy IV» и «Final Fantasy VI» были выпущены в Северной Америке, но их оригинальные нумерации сдвинуты. В то время как серия была очень успешной в Японии, она не выходила за её пределами, до выхода «Final Fantasy VII» на PlayStation, который достиг статуса блокбастера за пределами Японии.
- Secret of Mana из серии Seiken Densetsu, первоначально задуманная как спин-офф «Final Fantasy», популярна в Европе и Северной Америке.
- Street Fighter II, порт оригинальной аркады для SNES, вторая игра в серии. Многие инновации, введённые в этой игре, стали одними из базовых в жанре файтинга: красочный состав бойцов из разных стран по всему миру и механика комбо. По состоянию на 2008 год, Street Fighter II была лучшей продаваемой игрой от Capcom за всю историю[14].
- Phantasy Star RPG, франшиза SEGA, которая была создана в 1987 году на Sega Master System. Это была первая консольная RPG, которая достигла Европы. Три сиквела были позже выпущены на Mega Drive с его футуристической темой, отличающейся от фантазий на тему «Dragon Quest».
- Thunder Force II, III и IV были выпущены для Mega Drive, но третья часть не была выпущена в Европе. Четвёртая называлась Lightning Force: Quest for the Darkstar в Америке.